# Olympische Winterspiele 1988/Teilnehmer (Griechenland)
| Gelbes Symbol für Goldmedaillen mit stilisierten Olympischen Ringen | Graues Symbol für Silbermedaillen mit stilisierten Olympischen Ringen | Braundes Symbol für Bronzemedaillen mit stilisierten Olympischen Ringen |
| ------------------------------------------------------------------- | --------------------------------------------------------------------- | ----------------------------------------------------------------------- |
| —                                                                   | —                                                                     | —                                                                       |

Griechenland nahm an den Olympischen Winterspielen 1988 im kanadischen Calgary mit einer Delegation von sechs Athleten in zwei Disziplinen teil, davon fünf Männer und eine Frau. Ein Medaillengewinn gelang keinem der Athleten.

## Teilnehmer nach Sportarten

### Ski Alpin
Männer
- Ioannis Kapraras
Super-G: 46. Platz (2:02,06 min)
Riesenslalom: 50. Platz (2:32,87 min)
Slalom: Rennen nicht beendet

- Giannis Stamatiou
Riesenslalom: 49. Platz (2:32,46 min)
Slalom: Rennen nicht beendet
Kombination: 25. Platz (347,41)

Frauen
- Thomai Lefousi
Super-G: disqualifiziert
Riesenslalom: Rennen nicht beendet
Slalom: 25. Platz (2:07,01 min)

### Skilanglauf
Männer
- Nikos Anastasiadis
15 km klassisch: Rennen nicht beendet
30 km klassisch: 82. Platz (1:50:10,7 h)

- Christos Titas
15 km klassisch: 66. Platz (49:48,6 min)
30 km klassisch: 70. Platz (1:41:25,7 h)

- Athanasios Tsakiris
15 km klassisch: 72. Platz (50:34,4 min)
30 km klassisch: 76. Platz (1:43:55,1 h)